# Stolonica inhacae
Stolonica inhacae is een zakpijpensoort uit de familie van de Styelidae. De wetenschappelijke naam van de soort is voor het eerst geldig gepubliceerd in 1956 door Millar.